# 이베트 비커스

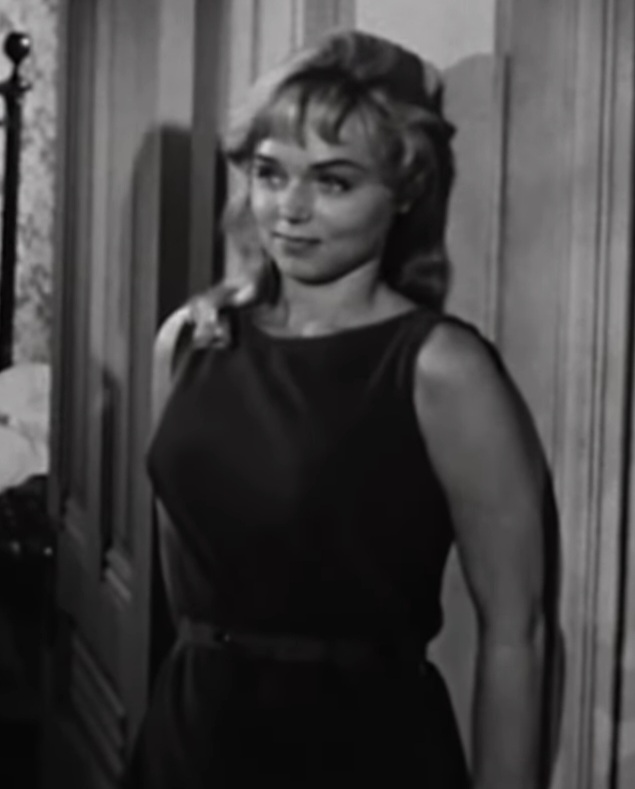

이베트 비커스(Yvette Vickers, 1928년 8월 26일 ~ 2010년 경)는 미국의 가수, 배우, 모델, 플레이메이트, 텔레비전 배우, 영화배우이다.
캔자스시티에서 태어났다.

## 영화
- 악령 (1990년)
- 해변 파티 (1963년)
- 허드 (1963년)
- 거대 거머리의 습격 (1959년)
- 나는 갱 (1958년)
- 50피트 우먼 (1958년)
- 선셋 대로 (1950년)